# Viv Anderson
Vivian Alexander Anderson (ur. 29 sierpnia 1956 w Nottingham), angielski piłkarz, prawy obrońca. Pierwszy czarnoskóry reprezentant Anglii.

## Kariera
Był ważną częścią składu Nottingham Forest w okresie gdy klub ten odnosił największe sukcesy. W pierwszej drużynie debiutował w 1974. W 1978 został mistrzem Anglii, dwukrotnie triumfował w Pucharze Europy (1979, 1980). Zwyciężał także w Pucharze Ligi. W 1984 został piłkarzem Arsenalu (Puchar Ligi w 1987), od 1987 przez trzy sezony występował w barwach Manchesteru United. Później grał w Sheffield Wednesday, Barnsley, karierę kończył w Middlesbrough w połowie lat 90.
W reprezentacji debiutował 29 listopada 1978 w meczu z Czechosłowacją. Dwukrotnie znajdował się w kadrze na finały mistrzostw świata (MŚ 82, MŚ 86), rezerwowym był także podczas ME 88. Zagrał tylko w jednym wielkim turnieju – ME 80. Reprezentacyjną karierę zakończył w 1988 z bilansem 30 spotkań (2 gole).
Za sportowe zasługi został odznaczony Orderem Imperium Brytyjskiego.